# Metaphycus reticulatus
Metaphycus reticulatus är en stekelart som först beskrevs av Dozier 1926.  Metaphycus reticulatus ingår i släktet Metaphycus och familjen sköldlussteklar. Inga underarter finns listade i Catalogue of Life.